# Carlo Westphal

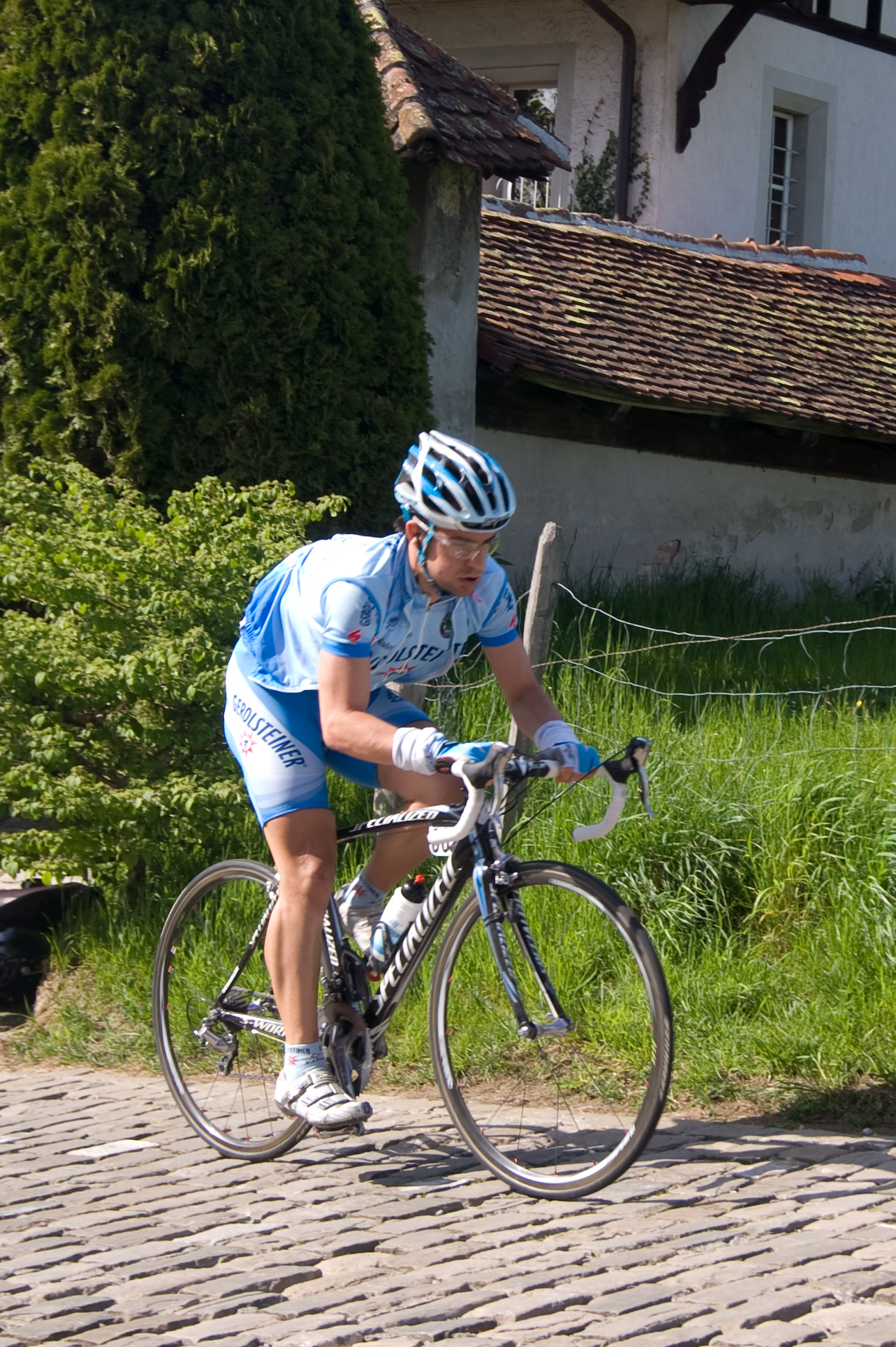
Carlo Westphal während der Tour de Romandie 2008.

Carlo Westphal (* 25. November 1985 in Wolmirstedt) ist ein deutscher Radrennfahrer.
Westphal gewann 2004 eine Etappe der Internationalen Thüringen Rundfahrt und die Bronzemedaille der Deutschen U23-Straßenmeisterschaften. Bei den Weltmeisterschaften 2005 wurde er im Straßenrennen der U23 mit 33 Sekunden Rückstand auf den Sieger Dmytro Grabovskyy Vierter.
In den Jahren 2007 und 2008 fuhr Westphal für das deutsche UCI ProTeam Gerolsteiner und erzielte mit dem Gewinn der sechsten Etappe des UCI ProTour-Rennens ENECO Tour seinen größten Karriereerfolg.

## Erfolge
2003
- Deutsche Bergmeisterschaften – Junioren
- Gesamtwertung Niedersachsen-Rundfahrt (Junioren)

2004
- eine Etappe Internationale Thüringen Rundfahrt
- Deutsche Straßenmeisterschaften – U23

2008
- eine  Etappe ENECO Tour

## Teams
- 2005 Team Sparkasse
- 2006 Team Wiesenhof-Akud
- 2007–2008 Team Gerolsteiner
- 2009 Stegcomputer-CKT